# Сонцевики
Родина сонцевики, або німфалові, німфаліди (Nymphalidae) — це одна з найбільших родин денних метеликів. Метелики ці мають строкате і яскраве забарвлення, що часто містить рудий, коричневий і жовтий кольори. Представники родини мають різні розміри залежно від походження: від невеликих до дуже великих.

## Опис
Великі, часто яскраво забарвлені метелики. Сполучення жовтогарячого або рудого тла з чорним властиво багатьом видам. Нижня частина крил навпаки часто однобарвна, схожа із сухим листям, корою дерев, ґрунтом. Відрізнити сонцевиків можна по змінених передніх ногах: вони зменшені і притиснуті до тіла, тому, коли метелик сидить, здається, що у нього чотири ноги. Ці кінцівки позбавлені кігтиків, сильно вкорочені й покриті густими волосками у виді щіточки. Крила розвинуті однаково, із середньої ланки починається 6-7 окремих жилок. На крилах ніколи не буває потовщеною жодна жилка.

## Спосіб життя
Літають удень на луках, лісових узліссях і лісових галявинах. Імаго деяких видів частіше можна зустріти не на квітах, а біля дорожних калюж, на посліді, поранених стовбурах дерев, з яких тече заброділий сік.

## Поширення в Україні
В Україні найпоширенішими представниками родини є:
- Мінливець малий  (Apatura ilia)
- Сонцевик павиче око  (Inachis io)
- Сонцевик кропив'яний  (Aglais urticae)
- Адмірал  (Vanessa atalanta)
- Перламутрівка велика лісова  (Argynnis paphia)
- Сонцевик будяковий  (Vanessa cardui)
- Сонцевичок змінний  (Araschnia levana)
- Стьожківка мала  (Limenitis camilla)
- Ванесса кропив’яна  (Vanessa urticae)
- Щербатка С-біле  (Poligonia C-album)